# Evandro Caiaffa Esquivel
Evandro Caiaffa Esquivel (Santos, 10 de agosto de 1906 - Diadema, 18 de julho de 1983) foi um professor e político brasileiro.
Eleito vereador de São Bernardo do Campo em 1951, foi um dos principais defensores da emancipação da região conhecida na época como Vila Conceição, que se tornaria o atual município de Diadema. Convocou em fevereiro de 1958 uma reunião de moradores do distrito, iniciando a campanha que levaria ao plebiscito que aprovou a criação do município, em dezembro daquele mesmo ano.
Logo após a aprovação da criação do município, Esquivel foi eleito como seu primeiro prefeito, em 1959. Voltou a se eleger para o cargo em 1968.
Em 2007, documentos de Esquivel e de sua mulher, Sílvia Esquivel, foram doados ao Centro de Memória de Diadema.